# 기하 조화 평균
수학에서 두 수 x, y의 기하 조화 평균(幾何調和平均) M(x, y)는 다음과 같이 정의된다.
우선 두 수 x, y의 기하 평균을 g1, 조화 평균을 h1라고 하자.
{\displaystyle g_{1}={\sqrt {xy}}}
{\displaystyle h_{1}={\frac {{2}{x}{y}}{{x}+{y}}}}
이후 g1과 h1을 x와 y 자리에 넣어 이 연산을 반복하면 두 수열을 얻게 된다.
{\displaystyle g_{n+1}={\sqrt {g_{n}h_{n}}}}
{\displaystyle h_{n+1}={\frac {2}{{\frac {1}{g_{n}}}+{\frac {1}{h_{n}}}}}}
이 두 수열은 같은 값으로 수렴하며, 이 수렴값을 x와 y의 기하 조화 평균이라 한다.
M(x, y)은 x와 y의 기하 평균과 조화 평균의 사이값이다. r > 0에 대해, M(rx, ry) = r M(x, y)의 등식이 성립한다.

## 같이 보기
- 일반화된 평균